# Waldick Pereira
Waldick Pereira foi um dos fundadores do Instituto Histórico e Geográfico de Nova Iguaçu, sendo presidente da instituição até seu falecimento, em 1984. Professor, historiador e arqueólogo, Waldick foi pesquisador da História do município, tendo publicado diversos livros e estudos sobre o assunto. Também foi o criador do Brasão de Armas de Nova Iguaçu.